# Gran Premio de los Países Bajos de Motociclismo de 2009
El Gran Premio de los Países Bajos de Motociclismo de 2009 (oficialmente: Alice TT Assen) fue la séptima prueba del Campeonato del Mundo de Motociclismo de 2009. Tuvo lugar en el fin de semana del 25 al 27 de junio de 2009 en el Circuito de Assen en Assen (Países Bajos).
Como viene siendo habitual desde 1925, la carrera se disputó el sábado, y es, la única carrera de la temporada que se disputa en este día.
El vencedor de esta carrera en la categoría reina fue Valentino Rossi, que para ganar tuvo que dar 26 vueltas al trazado y en 250cc, 24 fueron las vueltas que tuvo que dar a la pista para ganar Hiroshi Aoyama.Para Rossi fue su victoria número 100 entre 125cc, 250cc, 500cc y MotoGP.
- Resultados de la Carrera
- Crónica

## Resultados

### Resultados MotoGP

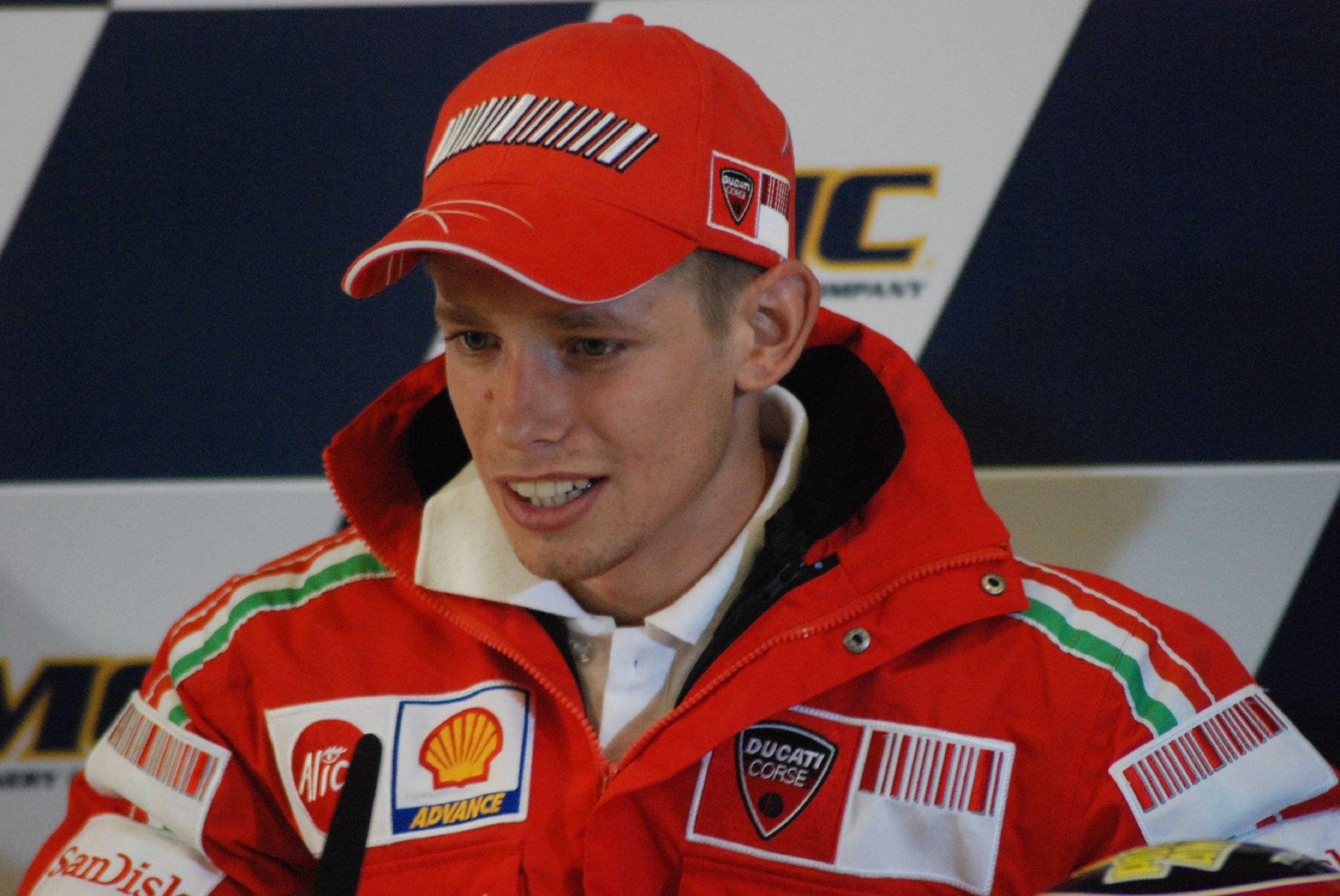
Stoner tercero en MotoGP.

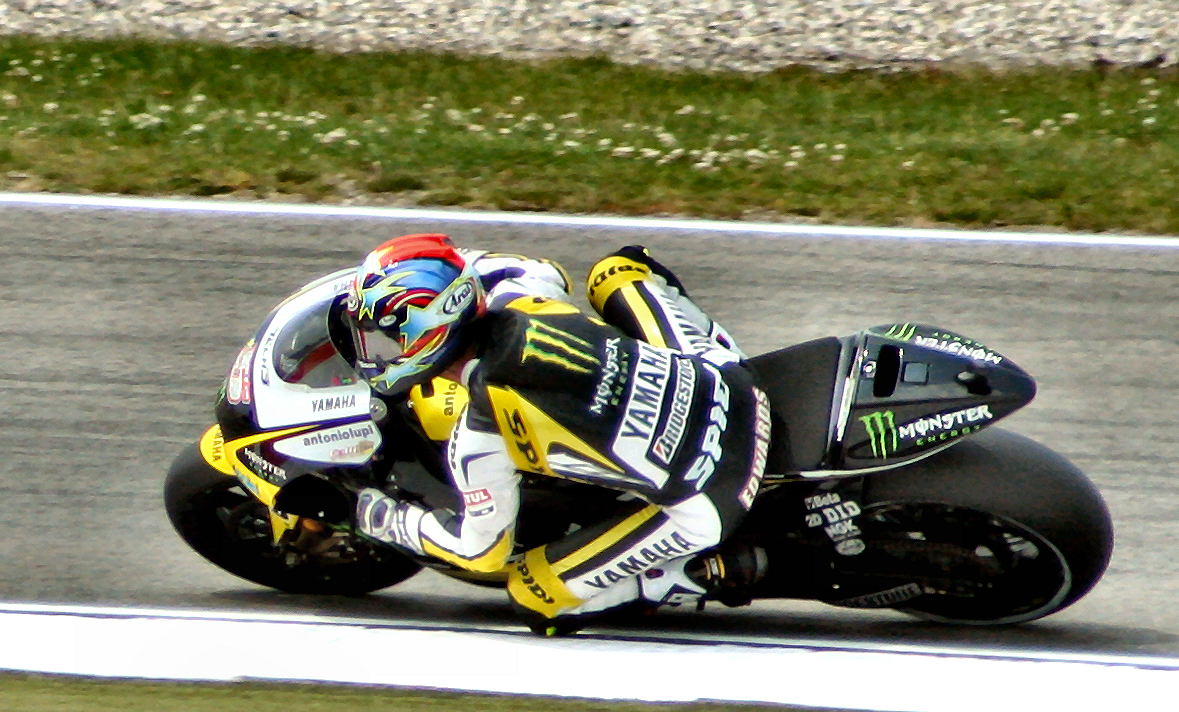
Colin Edwards pilotando una curva de la carrera.

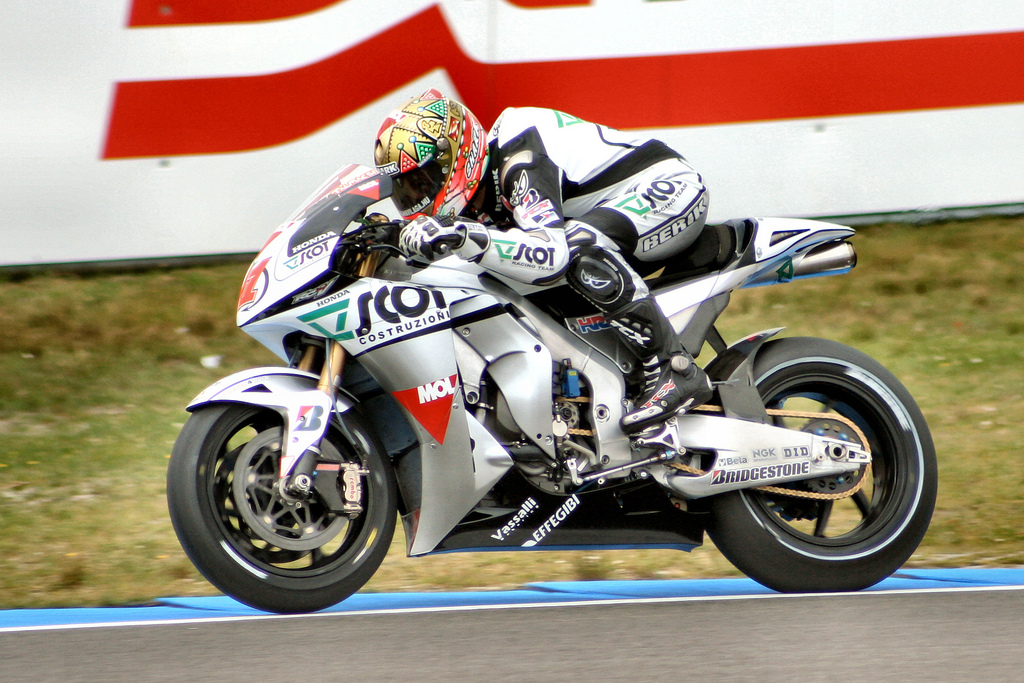
Talmacsi en plena carrera.

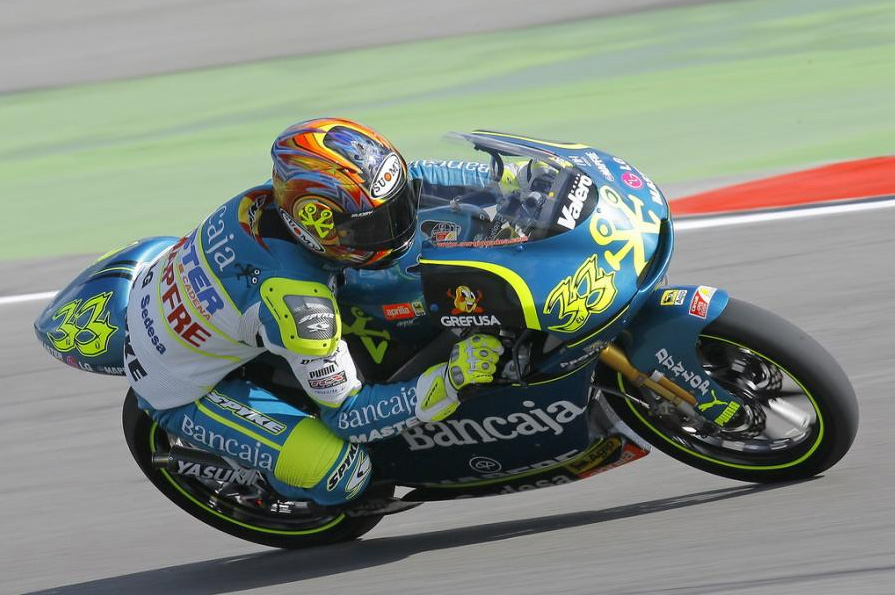
Gadea ganador de 125cc.

| Pos.    | N.º | Piloto           | Constructor | Tiempo    | Parrilla | Pts. |
| ------- | --- | ---------------- | ----------- | --------- | -------- | ---- |
| 1       | 46  | Valentino Rossi  | Yamaha      | 42:14.611 | 1        | 25   |
| 2       | 99  | Jorge Lorenzo    | Yamaha      | +5.368    | 3        | 20   |
| 3       | 27  | Casey Stoner     | Ducati      | +23.113   | 4        | 16   |
| 4       | 5   | Colin Edwards    | Yamaha      | +29.114   | 5        | 13   |
| 5       | 7   | Chris Vermeulen  | Suzuki      | +33.605   | 7        | 11   |
| 6       | 52  | James Toseland   | Yamaha      | +39.347   | 9        | 10   |
| 7       | 14  | Randy de Puniet  | Honda       | +23.547   | 10       | 9    |
| 8       | 69  | Nicky Hayden     | Ducati      | +39.823   | 13       | 8    |
| 9       | 65  | Loris Capirossi  | Suzuki      | +40.673   | 6        | 7    |
| 10      | 15  | Alex de Angelis  | Honda       | +46.010   | 11       | 6    |
| 11      | 33  | Marco Melandri   | Suzuki      | +57.777   | 14       | 5    |
| 12      | 24  | Toni Elías       | Honda       | +59.774   | 15       | 4    |
| 13      | 59  | Sete Gibernau    | Ducati      | +1:05.366 | 16       | 3    |
| 14      | 88  | Niccolò Canepa   | Ducati      | +1:09.897 | 17       | 2    |
| 15      | 72  | Yuki Takahashi   | Honda       | +1:09.930 | 18       | 1    |
| 16      | 41  | Gábor Talmácsi   | Honda       | +1:25.099 | 19       |      |
| 17      | 36  | Mika Kallio      | Ducati      | Retirado  | 12       |      |
| 18      | 4   | Andrea Dovizioso | Honda       | Retirado  | 8        |      |
| 19      | 3   | Dani Pedrosa     | Honda       | Retirado  | 2        |      |
| Fuente: |     |                  |             |           |          |      |

### Resultados 250cc
| Pos.    | N.º | Piloto              | Constructor | Tiempo    | Parrilla | Pts. |
| ------- | --- | ------------------- | ----------- | --------- | -------- | ---- |
| 1       | 4   | Hiroshi Aoyama      | Honda       | 40:44.008 | 2        | 25   |
| 2       | 40  | Héctor Barberá      | Aprilia     | +4.424    | 1        | 20   |
| 3       | 58  | Marco Simoncelli    | Gilera      | +10.339   | 4        | 16   |
| 4       | 41  | Aleix Espargaró     | Aprilia     | +11.383   | 5        | 13   |
| 5       | 15  | Roberto Locatelli   | Gilera      | +11.596   | 12       | 11   |
| 6       | 6   | Alex Debón          | Aprilia     | +14.265   | 6        | 10   |
| 7       | 17  | Karel Abrahám       | Aprilia     | +17.982   | 14       | 9    |
| 8       | 55  | Héctor Faubel       | Honda       | +19.012   | 13       | 8    |
| 9       | 14  | Ratthapark Wilairot | Honda       | +20.926   | 11       | 7    |
| 10      | 35  | Raffaele de Rosa    | Honda       | +21.033   | 7        | 6    |
| 11      | 63  | Mike Di Meglio      | Aprilia     | +32.128   | 9        | 5    |
| 12      | 52  | Lukáš Pešek         | Aprilia     | +41.329   | 10       | 4    |
| 13      | 25  | Alex Baldolini      | Aprilia     | +1:05.321 | 19       | 3    |
| 14      | 53  | Valentin Debise     | Honda       | +1:12.451 | 21       | 2    |
| 15      | 10  | Imre Tóth           | Aprilia     | +1 Vuelta | 22       | 1    |
| 16      | 56  | Vladimir Leonov     | Aprilia     | +1 Vuelta | 24       |      |
| 17      | 19  | Álvaro Bautista     | Aprilia     | Retirado  | 3        |      |
| 18      | 8   | Bastién Chesaux     | Honda       | Retirado  | 23       |      |
| 19      | 7   | Axel Pons           | Aprilia     | Retirado  | 20       |      |
| 20      | 54  | Toby Markham        | Honda       | Retirado  | 25       |      |
| 21      | 80  | Stevie Bonsey       | Aprilia     | Retirado  | 18       |      |
| 22      | 75  | Mattia Pasini       | Aprilia     | Retirado  | 8        |      |
| 23      | 12  | Thomas Lüthi        | Aprilia     | Retirado  | 15       |      |
| 24      | 16  | Jules Cluzel        | Aprilia     | Retirado  | 17       |      |
| 25      | 48  | Shoya Tomizawa      | Honda       | Retirado  | 16       |      |
| Fuente: |     |                     |             |           |          |      |

### Resultados 125cc
| Pos.    | N.º | Piloto               | Constructor | Tiempo    | Parrilla | Pts. |
| ------- | --- | -------------------- | ----------- | --------- | -------- | ---- |
| 1       | 33  | Sergio Gadea         | Aprilia     | 39:07.577 | 9        | 25   |
| 2       | 60  | Julián Simón         | Aprilia     | +0.901    | 2        | 20   |
| 3       | 38  | Bradley Smith        | Aprilia     | +12.356   | 5        | 16   |
| 4       | 29  | Andrea Iannone       | Aprilia     | +12.400   | 6        | 13   |
| 5       | 18  | Nicolás Terol        | Aprilia     | +20.078 * | 3        | 11   |
| 6       | 17  | Stefan Bradl         | Aprilia     | +20.468   | 4        | 10   |
| 7       | 94  | Jonas Folger         | Aprilia     | +20.755   | 18       | 9    |
| 8       | 24  | Simone Corsi         | Aprilia     | +21.263   | 7        | 8    |
| 9       | 44  | Pol Espargaró        | Derbi       | +21.558   | 8        | 7    |
| 10      | 93  | Marc Márquez         | KTM         | +21.941   | 10       | 6    |
| 11      | 6   | Joan Olivé           | Derbi       | +23.605   | 11       | 5    |
| 12      | 7   | Efrén Vázquez        | Derbi       | +28.406   | 15       | 4    |
| 13      | 77  | Dominique Aegerter   | Derbi       | +1:00.312 | 19       | 3    |
| 14      | 85  | Marvin Fritz         | Honda       | +1:00.355 | 25       | 2    |
| 15      | 8   | Lorenzo Zanetti      | Aprilia     | +1:00.615 | 23       | 1    |
| 16      | 39  | Luis Salom           | Aprilia     | +1:00.629 | 22       |      |
| 17      | 73  | Takaaki Nakagami     | Aprilia     | +1:00.997 | 27       |      |
| 18      | 82  | Michael van der Mark | Honda       | +1:01.030 | 24       |      |
| 19      | 53  | Jasper Iwema         | Honda       | +1:08.795 | 26       |      |
| 20      | 69  | Lukas Sembera        | Aprilia     | +1:09.076 | 30       |      |
| 21      | 14  | Johann Zarco         | Aprilia     | +1:14.817 | 16       |      |
| 22      | 86  | Karel Pešek          | Derbi       | +1:30.729 | 29       |      |
| 23      | 87  | Luca Marconi         | Aprilia     | +1:46.244 | 31       |      |
| 24      | 83  | Pepijn Bijsterborsch | Honda       | +1 Vuelta | 34       |      |
| 25      | 10  | Luca Vitali          | Aprilia     | +1 Vuelta | 33       |      |
| 26      | 12  | Esteve Rabat         | Aprilia     | Retirado  | 12       |      |
| 27      | 71  | Tomoyoshi Koyama     | Loncin      | Retirado  | 32       |      |
| 28      | 16  | Cameron Beaubier     | KTM         | Retirado. | 20       |      |
| 29      | 11  | Sandro Cortese       | Derbi       | Retirado  | 1        |      |
| 30      | 35  | Randy Krummenacher   | Aprilia     | Retirado  | 14       |      |
| 31      | 32  | Lorenzo Savadori     | Aprilia     | Retirado  | 21       |      |
| 32      | 45  | Scott Redding        | Aprilia     | Retirado  | 17       |      |
| 33      | 5   | Alexis Masbou        | Loncin      | Retirado  | 28       |      |
| 34      | 99  | Danny Webb           | Aprilia     | Retirado  | 13       |      |
| Fuente: |     |                      |             |           |          |      |